# Paranarella watlingi
Paranarella watlingi is een zachte koraalsoort uit de familie Primnoidae. De koraalsoort komt uit het geslacht Paranarella. Paranarella watlingi werd in 2007 voor het eerst wetenschappelijk beschreven door Cairns. 